# 1. Volleyball-Club Wiesbaden 2019-2020
Questa voce raccoglie le informazioni riguardanti il 1. Volleyball-Club Wiesbaden nelle competizioni ufficiali della stagione 2019-2020.

## Organigramma societario
Area direttiva
- Presidente: Christopher Fetting

Area tecnica
- Allenatore: Christian Sossenheimer
- Allenatore in seconda: Olaf Minter
- Assistente allenatore: Marko Stipanović
- Scout man: Marko Stipanović

Area sanitaria
- Medico: Dirk Erik Eiwanger, Frauke Mainert-Quitzau, Alexander Mayer
- Fisioterapista: Anna Baruzza, Caroline Kopp, Andrea Schmidt

## Rosa
| N° | Nome             | Ruolo | Data di nascita   | Nazionalità sportiva |
| -- | ---------------- | ----- | ----------------- | -------------------- |
| 3  | Nynke Oud        | P     | 29 marzo 1994     | Paesi Bassi          |
| 4  | Tanja Großer     | S     | 27 novembre 1993  | Germania             |
| 5  | Nathalie Lemmens | C     | 12 marzo 1992     | Belgio               |
| 6  | Selma Hetmann    | C     | 27 ottobre 1995   | Germania             |
| 7  | Lauren Plum      | P     | 17 settembre 1992 | Stati Uniti          |
| 9  | Klára Vyklická   | C     | 3 giugno 1993     | Rep. Ceca            |
| 11 | Frauke Neuhaus   | O     | 20 aprile 1993    | Germania             |
| 12 | Julia Wenzel     | S     | 12 gennaio 1998   | Germania             |
| 13 | Shannon Dugan    | S     | 8 gennaio 1993    | Stati Uniti          |
| 14 | Lena Vedder      | S     | 12 agosto 1995    | Germania             |
| 16 | Renate Bjerland  | O     | 11 giugno 1999    | Norvegia             |
| 18 | Lisa Stock       | L     | 6 giugno 1994     | Germania             |

## Risultati

### 1. Bundesliga

#### Girone di andata
| 1ª giornata - 5 ottobre 2019 Turmair Volleyballarena, Straubing | FTSV Straubing | 3 - 0 | Wiesbaden   | 25-22, 25-22, 26-24               |
| 3ª giornata - 23 ottobre 2019 Halle am Platz, Wiesbaden         | Wiesbaden      | 2 - 3 | Potsdam     | 25-14, 25-17, 11-25, 15-25, 13-15 |
| 4ª giornata - 26 ottobre 2019 SCHARRena, Stoccarda              | MTV Stoccarda  | 3 - 1 | Wiesbaden   | 25-20, 23-25, 25-20, 25-15        |
| 5ª giornata - 10 novembre 2019 Halle am Platz, Wiesbaden        | Wiesbaden      | 0 - 3 | PTSV Aachen | 17-25, 21-25, 21-25               |
| 6ª giornata - 13 novembre 2019 Sporthalle Wolfsgrube, Suhl      | Suhl           | 2 - 3 | Wiesbaden   | 19-25, 25-22, 18-25, 25-22, 10-15 |
| 7ª giornata - 17 novembre 2019 Halle am Platz, Wiesbaden        | Wiesbaden      | 3 - 2 | Erfurt      | 29-27, 28-30, 25-22, 16-25, 16-14 |
| 8ª giornata - 30 novembre 2019 Ballsporthalle, Vilsbiburg       | Vilsbiburg     | 3 - 0 | Wiesbaden   | 25-16, 25-13, 28-26               |
| 9ª giornata - 7 dicembre 2019 Halle am Platz, Wiesbaden         | Wiesbaden      | 0 - 3 | Schweriner  | 18-25, 16-25, 12-25               |
| 10ª giornata - 18 dicembre 2019 Sporthalle Berg Fidel, Münster  | Münster        | 2 - 3 | Wiesbaden   | 25-14, 23-25, 25-17, 11-25, 12-15 |
| 11ª giornata - 21 dicembre 2019 Halle am Platz, Wiesbaden       | Wiesbaden      | 1 - 3 | Dresdner    | 25-23, 14-25, 22-25, 16-25        |

#### Girone di ritorno
| 12ª giornata - 15 gennaio 2020 Halle am Platz, Wiesbaden                 | Wiesbaden   | 1 - 3 | FTSV Straubing | 19-25, 19-25, 25-21, 21-25 |
| 14ª giornata - 26 gennaio 2020 MBS Arena Potsdam, Potsdam                | Potsdam     | 1 - 3 | Wiesbaden      | 21-25, 22-25, 25-22, 18-25 |
| 15ª giornata - 29 gennaio 2020 Halle am Platz, Wiesbaden                 | Wiesbaden   | 0 - 3 | MTV Stoccarda  | 21-25, 20-25, 20-25        |
| 16ª giornata - 1º febbraio 2020 Sporthalle Neuköllner Straße, Aquisgrana | PTSV Aachen | 3 - 0 | Wiesbaden      | 25-23, 25-19, 25-22        |
| 17ª giornata - 8 febbraio 2020 Halle am Platz, Wiesbaden                 | Wiesbaden   | 3 - 0 | Suhl           | 25-20, 25-16, 26-24        |
| 18ª giornata - 22 febbraio 2020 Riethsporthalle, Erfurt                  | Erfurt      | 3 - 1 | Wiesbaden      | 25-20, 25-23, 21-25, 25-16 |
| 19ª giornata - 26 febbraio 2020 Halle am Platz, Wiesbaden                | Wiesbaden   | 1 - 3 | Vilsbiburg     | 18-25, 25-23, 17-25, 14-25 |
| 20ª giornata - 29 febbraio 2020 ARENA Schwerin, Schwerin                 | Schweriner  | 3 - 0 | Wiesbaden      | 25-17, 25-21, 25-17        |
| 21ª giornata - 10 marzo 2020 Halle am Platz, Wiesbaden                   | Wiesbaden   | 1 - 3 | Münster        | 17-25, 17-25, 26-24, 17-25 |
| 22ª giornata - 14 marzo 2020 Margon Arena, Dresda                        | Dresdner    | -     | Wiesbaden      | annullata                  |

### Coppa di Germania

#### Fase a eliminazione diretta
| Ottavi di finale - 2 novembre 2019 ARENA Schwerin, Schwerin | Schweriner | 3 - 0 | Wiesbaden | 25-17, 25-17, 25-18 |

## Statistiche

### Statistiche di squadra
| Competizione      | Punti | In casa | In casa | In casa | In trasferta | In trasferta | In trasferta | Totale | Totale | Totale |
| Competizione      | Punti | G       | V       | P       | G            | V            | P            | G      | V      | P      |
| ----------------- | ----- | ------- | ------- | ------- | ------------ | ------------ | ------------ | ------ | ------ | ------ |
| 1. Bundesliga     | 13    | 10      | 2       | 8       | 9            | 3            | 6            | 19     | 5      | 14     |
| Coppa di Germania | -     | 0       | 0       | 0       | 1            | 0            | 1            | 1      | 0      | 1      |
| Totale            | -     | 10      | 2       | 8       | 10           | 3            | 7            | 20     | 5      | 15     |

G = partite giocate; V = partite vinte; P = partite perse